# Stenophylax nycterobius
Stenophylax nycterobius är en nattsländeart som först beskrevs av Mclachlan 1875.  Stenophylax nycterobius ingår i släktet Stenophylax och familjen husmasknattsländor. Inga underarter finns listade i Catalogue of Life.